# Fortunato Longo
Fortunato Longo (San Giorgio Morgeto, 12 maggio 1884 – Roma, 20 giugno 1957) è stato uno scultore italiano, esponente della scuola napoletana a cavallo fra XIX e XX secolo.

## Biografia
Fortunato Longo nato a San Giorgio Morgeto nel 1884, figlio di Raffaele e di Maria Stella Jerace. Nipote ex fratre dello scultore Francesco Jerace, di Gaetano (1860-1940), pittore, e di Vincenzo (1862-1947), pittore e scultore.
La nonna Mariarosa Morani, figlia di Francesco, sposò Fortunato Jerace, dando alla luce sette figli, tra cui Francesco, Marino, Vincenzo, Michelangelo, Gaetano, Maria Stella che sposò Raffaele Longo e seguirono la vocazione artistica di famiglia (tra i figli Felice proseguì gli studi musicali; Fortunato si avviò, ormai decisamente, alla scultura).
Lo scultore Michele Guerrisi, nel libro Fortunato Longo Scultore pubblicato nel 1965, scrive: «Qualche giorno dopo giungeva al mio indirizzo una grande pesante scatola di legno contenente della terra secca di primissima qualità, che egli mi inviava da Roma, dove in quel tempo lavorava nello studio di suo zio Vincenzo Jerace. La vicinanza di Longo allo zio non fu soltanto di nipote e allievo, ma anche di validissimo aiuto nella definizione e nello sviluppo di molte opere monumentali. Al grande gruppo che rappresenta l’azione nel monumento a Vittorio Emanuele in Roma collaborò con molta sapienza. Ricordo che in qualche periodo arrivava stanco al ristorante, la sera, dopo aver ritoccato, stando sempre in piedi durante l’intera giornata, le cere delle statue. In quel tempo lo vedevo tutte le sere e, se a me la scuola e a lui lo studio dello zio non lo avessero impedito, saremmo stati insieme da mattina a sera, girando per i musei o per i paesi vicini; ciò ci era permesso solo la domenica».

## Galleria d'immagini

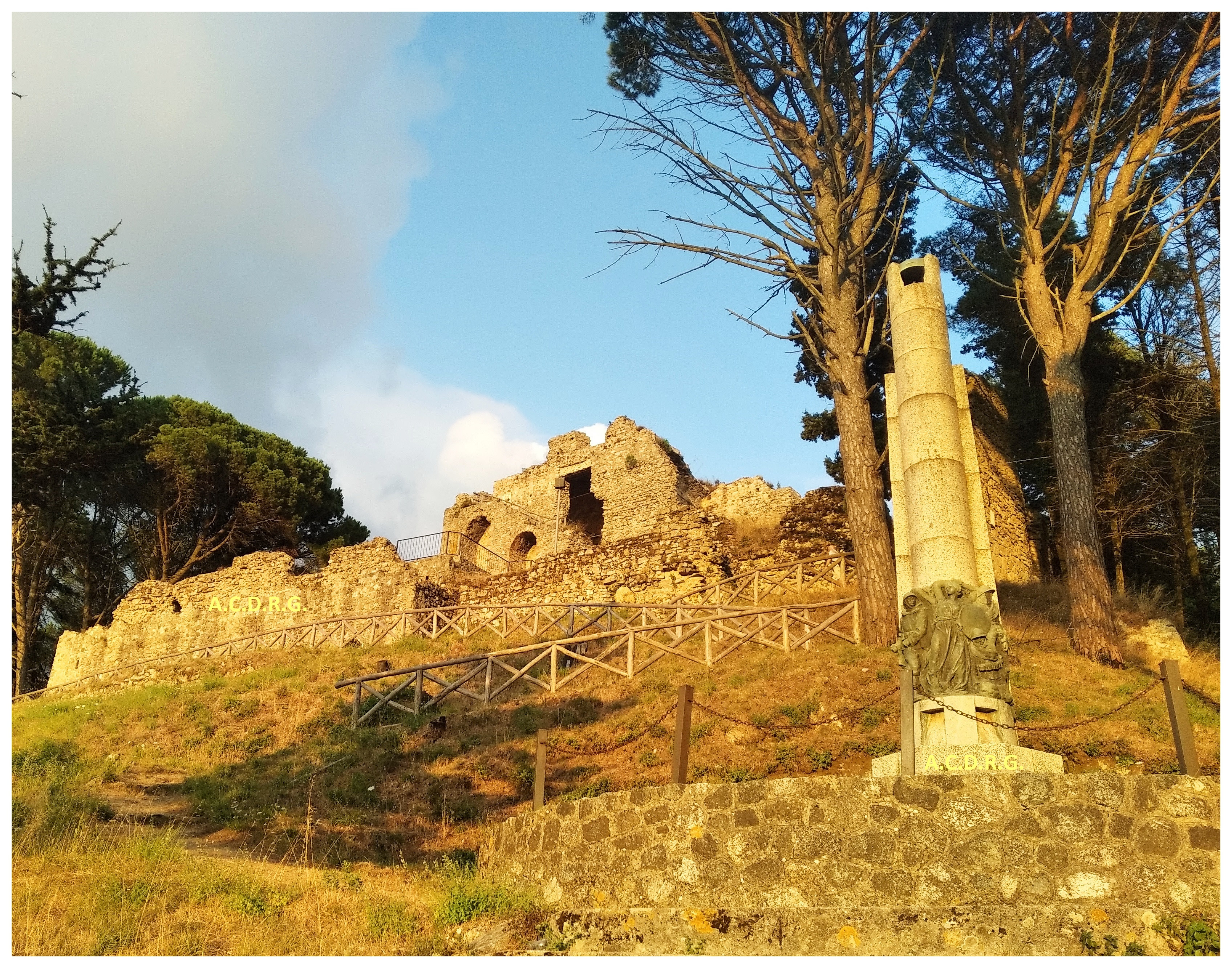
Foto del castello di San Giorgio Morgeto con il monumento ai caduti della prima guerra mondiale, opera di Fortunato Longo degli anni ’20 del novecento.